# Lords of Dogtown
Lords of Dogtown és una pel·lícula biogràfica de l'any 2005 dirigida per Catherine Hardwick i escrita per Stacy Peralta (un dels nois que formaven part dels Z-Boys). Relata la història real dels Z-Boys, un grup de patinadors que va ser molt influent en el món de l'skateboard pel seu estil innovador en la dècada dels 70. La pel·lícula va ser premiada amb el premi al millor documental al Festival de Cine AFI.
La pel·lícula està dedicada a la memòria de Mitch Hedberg, un còmic estatunidenc que hi tenia un petit paper reservat i va morir poc temps abans de l'estrena d'aquesta.

## Argument
Per culpa de ser rebutjats pels surfistes adults de la platja de Dogtown a Venice (Los Angeles), un grup de joves comença a utilitzar uns patins nous que els proporciona Skip, l'amo d'una botiga de surf, que coneix els nois des de fa temps. Aquest, en veure que saben patinar amb el nou material crea un equip de skateboard amb el grup de nois. Els que destaquen més són Tony Alva, Stacey Peralta i Jay Adams, que acaben transformant-se en un fenomen internacional i sent cobejats per tots els patrocinadors de les millors marques de skateboard. És per això que l'amistat d'aquest grup de joves es va degradant i cada cop tenen més rivalitat entre ells a les competicions i campionats. Al cap de força temps de no mantenir contacte, es retroben quant s'assabenten que Sid, un dels membres de l'equip, té càncer.
Al principi dels 70, a Dogtown, Santa Monica, un grup de joves gaudeixen la vida patinant i surfejant les platges locals amb els seus amics i la gent que freqüenta la tenda de l'Skip (Zephyr Skate Shop), un dissenyador i fabricant de taules de surf. Un dia a la tenda hi arriben unes noves rodes fetes amb poliuretà. En Sid, un dels amics d'en Tony, L'Stacey, en Jay, que treballa a la tenda els convida a provar les rodes, que fascinen a tots els que les proven per la seva capacitat de permetre fer els mateixos girs i moviments que en el surf. L'Skip, en veure com patinen els nois, decideix crear un equip que es dirà Z-Boys, on els membres seran en Jay, en Tony, l'Stacey i els altres locals de la zona. Amb poc temps, l'equip comença a guanyar popularitat entre els altres patinadors dels barris veïns i les ciutats properes, sobretot els 3 membres principals.
Per culpa de la sequera, l'ajuntament prohibeix que les piscines estiguin plenes d'aigua. Un dia els nois decideixen entrar al jardí d'uns veïns que marxen de vacances per provar de patinar la piscina. Al fer-ho, descobreixen que és divertit i que els agrada, i arran d'això comencen a anar a les piscines buides dels veïns que estan de vacances i en alguna ocasió, la policia els intenta arrestar i aquests s'escapen patinant. Anar a les piscines acaba sent la rutina de cada dia i hi acudeixen amics i amigues que veuen com els nois patinen, però a causa d'això, no estan assistint als entrenaments que organitza l'Skip i aquest s'enfada. L'equip comença a guanyar competicions i cada cop és més famosos, ja no només per les ciutats veïnes sinó per l'estat de Califòrnia i apareixen a algunes revistes on els presenten com el futur de l'skateboard, és per això que algunes marques i companyies de l'esport comencen a interessar-se per ells. Una nit l'Skip munta una festa a la tenda per celebrar el gran èxit i l'impacte que estan causant els Z-Boys i en aquesta, Topper Burks, el cap d'una marca de skateboard, hi acudeix per convèncer a en Tony Alva que l'Skip només l'està utilitzant per beneficiar-se ell mateix i que un talent així no es pot desaprofitar d'aquesta manera, que és el moment de fer-lo famós mundialment i finalment li ofereix formar part de la seva marca, oferta la qual Alva accepta, per tant deixa els Z-Boys. A la festa, l'Skip perd els papers i puja al sostre de la botiga, on comença a llençar ampolles d'alcohol i a cridar, fet que fa que tothom marxi. Al cap d'un temps en Jay també deixa l'equip, ja que necessita guanyar diners per ajudar a la seva mare a pagar el lloguer del pis i Skip, amb la notícia que Stacy també està rebent ofertes i acceptarà una d'elles, pren la decisió d'acabar amb els Z-Boys.
En Tony, l'Stacey i en Jay són la sensació del moment i patinen per marques que els paguen una bona quantitat de diners i guanyen campionats i trofeus excepte en Jay, que patina perquè és el que li agrada i no tant per la fama. La rivalitat entre Alva i Peralta és cada cop més gran i la gent nota la tensió entre els dos als campionats i competicions. La fama dels dos és tal que Stacey apareix al programa dels àngels de Charlie i en Tony crea la seva pròpia marca que té moltíssim d'èxit. De mica en mica, les coses comencen a anar malament pel que va ser el primer a aconseguir la fama, en Tony, que en una competició molt important es baralla amb un altre skater i el fan fora, és hospitalitzat durant poc temps i això fa que la seva trajectòria com a patinador es detingui per un breu temps. Al final, l'Stacey guanya la competició. L'Skip ara es dedica al que realment li agrada, fabricar i reparar taules de surf a la botiga, tot i que ara ja no és seva perquè la ven per poder pagar els seus deutes (a l'escena l'Skip canta Maggie May de Rod Stewart mentre poleix i acaba una taula).
En Jay, deixa la companyia per la qual patinava perquè aquesta deixa de fabricar skates amb bon material per fer-ne de més dolents i barats. En aquests moments en Jay s'ajunta amb un grup de skinheads i comença a dur una vida de banda. Un dia, els tres reben una notícia: els problemes d'equilibri d'en Sid no eren un defecte o un problema qualsevol, sinó que té un tumor cerebral. Els tres van a casa en Sid per separat, sense saber que els altres també hi seran i es troben. Allà Stacy explica que planeja deixar G&S i crear la seva pròpia marca (Powell Peralta). De sobte, en Sid anuncia que el seu pare ha buidat la piscina perquè ells puguin patinar i això fan. Tots van a la piscina que el pare d'en Sid mai havia deixat que buidessin per patinar i comencen a fer-ho. És llavors quan agafen en Sid que va amb cadira de rodes i l'empenyen per la piscina, com si ell també patinés, recordant els vells temps en què formaven un equip tots junts.

## Repartiment

### Papers principals
- Emile Hirsch com a Jay Adams
- John Robinson com a Stacy Peralta
- Victor Rasuk com a Tony Alva
- Heath Ledger com a Skip Engblom
- Michael Angarano com a Sid
- Nikki Reed com a Kathy Alva
- Rebecca De Mornay com a Philaine
- William Mapother com a Donnie
- Vincent Laresca com a Chino
- Elden Henson com a Billy Z
- Mitch Hedberg com a Frank Nasworthy
- Stephanie Limb com a Peggy Oki
- Mike Ogas com a Bob Biniak
- Don Nguyen com a Shogo Kubo
- Melonie Diaz com a Blanca
- Eddie Cahill com a Larry Gordon
- Laura Ramsey com a Gabrielle
- Steve Badillo com a Ty Page
- Pablo Schreiber com a Craig Stecyk
- America Ferrera com a Thunder Monkey
- Sofia Vergara com a Amelia
- Chelsea Hobbs com a Caroline
- Ned Bellamy com a Peter Darling
- Shea Whigham com a Drake Landon

### Cameos
- Jay Adams - Apareix a l'escena de la festa a casa de la mare d'en Jay i paga les cerveses.
- Tony Alva - Apareix a l'escena de la festa a casa de la mare d'en Jay i parla sobre mudar-se a Oregon per muntar una granja.
- Tony Hawk - Fa d'astronauta que prova de pujar sobre un skate i cau.
- Stacy Peralta - Apareix fent de director de l'escena dels Àngels de Charlie.
- Skip Engblom - Dispara a l'aire per donar inici a una carrera.
- Rise Against - Aquest grup representa al grup Black Flag a la pel·lícula.
- Johnny Knoxville - Fa de Topper Burks, l'home que fa que Alva entri al seu equip convencent-lo que l'Skip l'utilitza.

## Crèdits
Els crèdits finals de la pel·lícula expliquen com va ser el futur d'aquell grup de nois:
En Sid va morir poc temps després per culpa del càncer cerebral, l'Stacey va crear la seva pròpia marca (Powell Peralta) que és una de les més populars i conegudes mundialment, Tony Alva guanyà el campionat de skateboard del món i en Jay (el qual descriuen amb la frase l'espurna que va començar la flama) va seguir surfejant i patinant per diversió.

## Banda sonora
1. "Death or Glory" − Social Distortion
2. "Hair of the Dog" − Nazareth
3. "I Just Want to Make Love to You" − Foghat
4. "Fox on the Run" − Sweet
5. "Motor City Madhouse" − Ted Nugent
6. "Turn to Stone" − Joe Walsh
7. "One Way Out" − The Allman Brothers Band
8. "Fire" − Jimi Hendrix
9. "Space Truckin'" − Deep Purple
10. "Success" − Iggy Pop
11. "Suffragette City" − David Bowie
12. "Iron Man" − Black Sabbath
13. "Nervous Breakdown" − Rise Against
14. "20th Century Boy" − T.Rex
15. "Maggie May" − Rod Stewart
16. "Wish You Were Here" − Sparklehorse

## Premis
Heath Ledger va ser nomenat actor de l'any per l'Associació Central de Crítics de Cinema d'Ohio pel seu paper com a Skip en aquesta pel·lícula.

## Curiositats
- Durant la gravació de la pel·lícula, la directora va caure en una de les piscines en les que patinaven els actors i va quedar inconscient, tot i que finalment no li va passar res.
- D'ençà que Skip Engblom va veure El Patriota on Heath Ledger actuava va saber que si algú l'interpretava algun cop seria ell i així va ser.
- Alva va ajudar els actors que patinaven coreografiant les acrobàcies i els trucs personalment.
- Jay Adams va ajudar a Emile Hirsch per poder representar bé el seu paper explicant-li anècdotes i ensenyant-li com patinar com un Z-Boy.